# Decorsea
Decorsea é um género botânico pertencente à família Fabaceae.